# Bußmannshausen
Bußmannshausen ist ein Ortsteil der Gemeinde Schwendi im Landkreis Biberach in Oberschwaben.

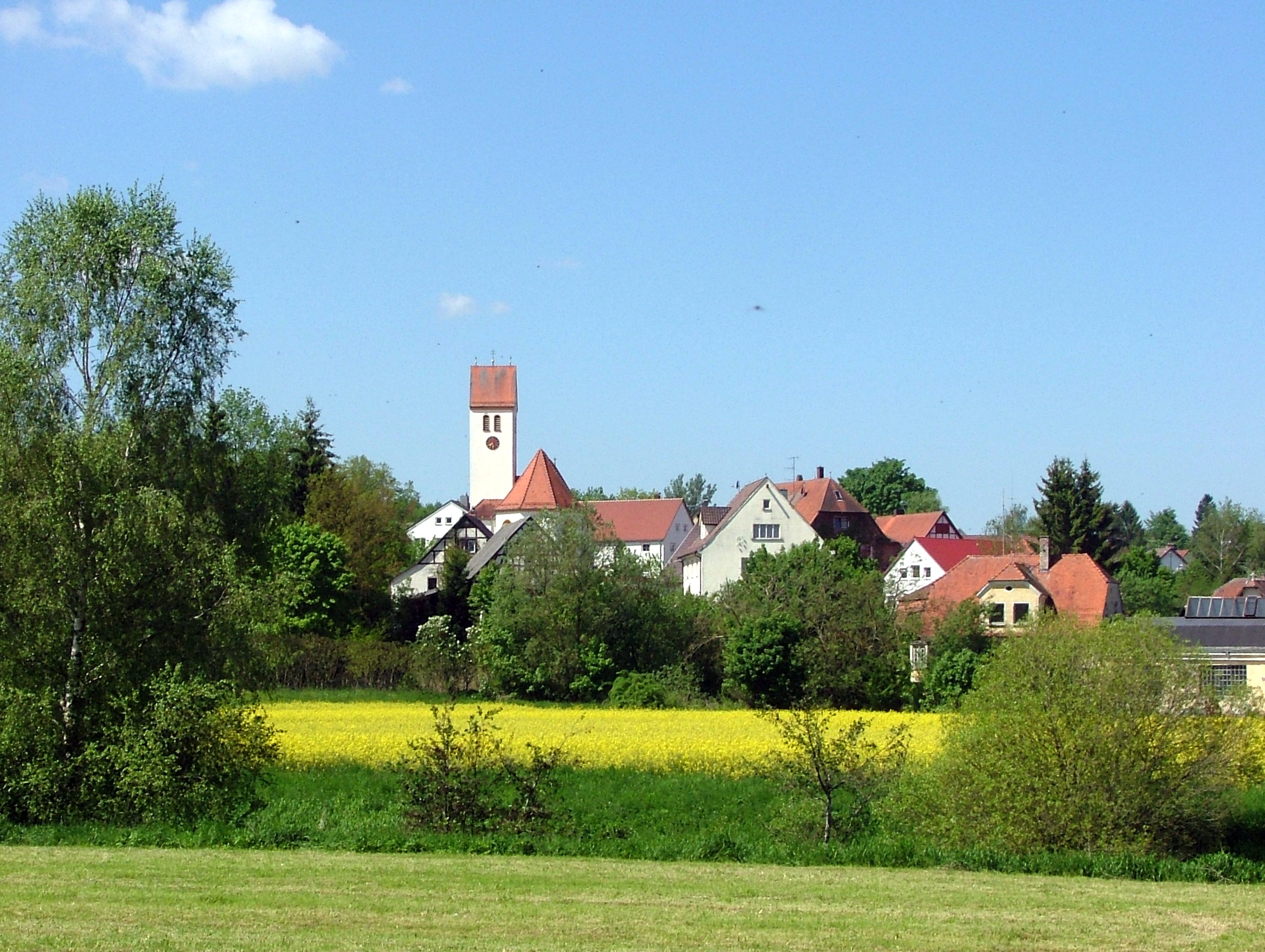
Ortsansicht

## Geschichte
Bußmannshausen liegt im Tal der Rot, vier Kilometer nördlich von Schwendi.
Erstmals wurde Bußmannshausen als „Burmundeshusen“ 1083 erwähnt. Die Herrschaft Bußmannshausen unterstand damals der gräflich-kirchbergischen Grundherrschaft.  1212 wird Georg Besserer als Herr der Burg erwähnt, im 14. Jahrhundert erfolgte eine Lehnsbestätigung für die Ulmer Patrizierfamilie Besserer. Im Jahre 1434 kam der Ort in den Besitz des Hans von Rodt. Der Dreißigjährige Krieg, der Spanische Erbfolgekrieg und die Koalitionskriege zogen Bußmannshausen und seine Umgebung schwer in Mitleidenschaft. 1806 erfolgte ein kurzes Zwischenspiel durch die Zugehörigkeit zum Königreich Bayern, bevor es 1810 in das Königreich Württemberg eingegliedert wurde. 1908 brannte die Burg ab, von der noch Ruinen auf dem Hügel zu sehen sind.
Am 1. Januar 1975 wurde Bußmannshausen nach Schwendi eingemeindet. Zu Bußmannshausen ist der Weiler Kleinschafhausen zugehörig.

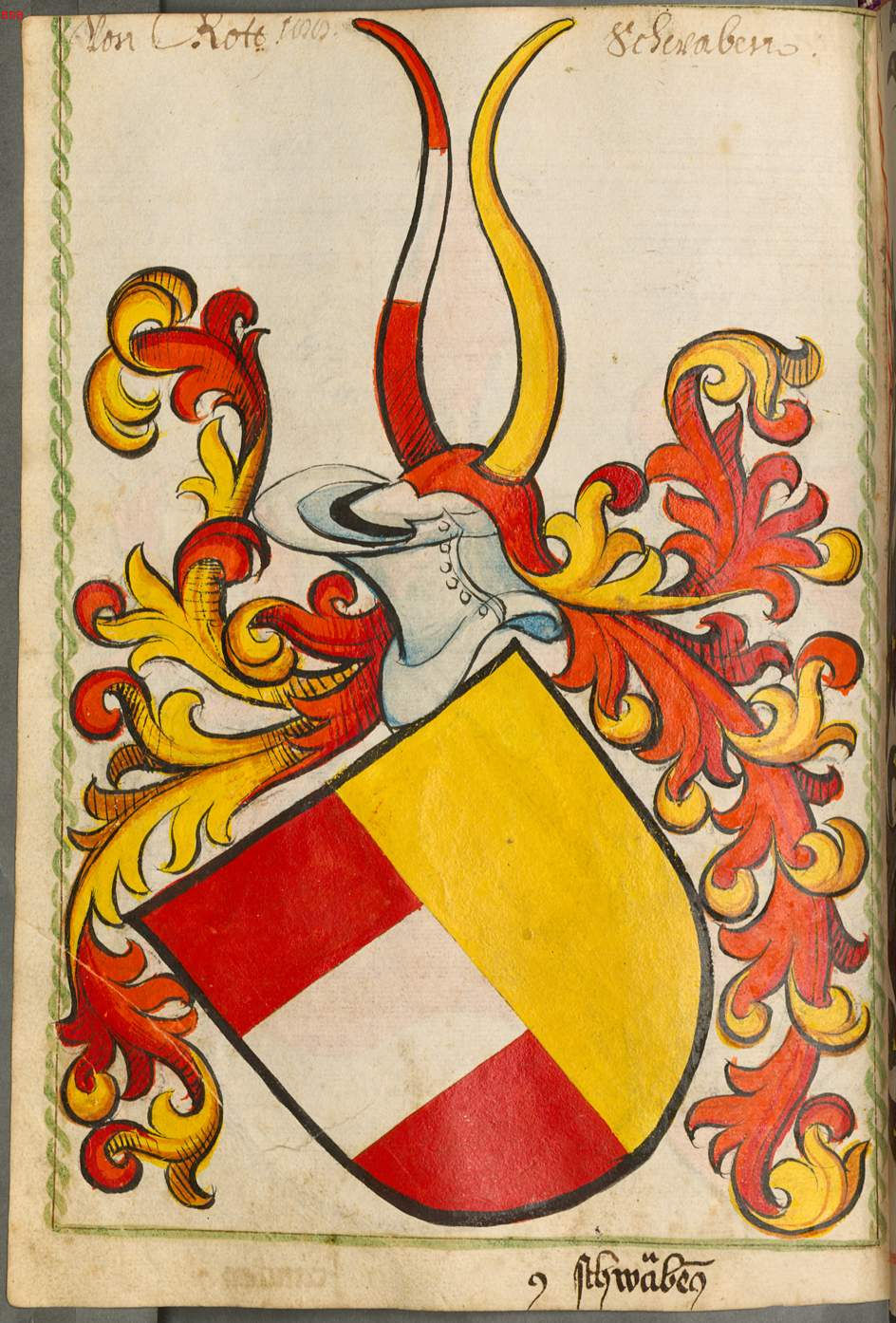
Wappen der Rodt (Roth) zu Bußmannshausen

## Bevölkerungsentwicklung
Es handelt sich um Einwohnerzahlen nach dem jeweiligen Gebietsstand bis 1970 und ohne die heute zugehörigen Ortsteile. Die Zahlen sind Volkszählungsergebnisse oder amtliche Fortschreibungen mit Archivierungen des LEO-BW Online-Informationssystems für Baden-Württemberg.
| Jahr      | 1852 | 1871 | 1880 | 1890 | 1900 | 1910 | 1925 | 1933 | 1939 | 1950 | 1956 | 1961 | 1970 |
| Einwohner | 425  | 435  | 405  | 434  | 406  | 399  | 464  | 474  | 437  | 506  | 529  | 549  | 622  |

## Kultur und Sehenswürdigkeiten
- Die katholische Kirche St. Martinus wurde urkundlich 1275 erstmals erwähnt.
- Die Burg Bußmannshausen im Nordosten wurde vermutlich im Hochmittelalter erbaut und 1909 durch einen Brand völlig zerstört. Von der Burg sind nur noch wenige Mauerreste und ein Kellergewölbe erhalten.

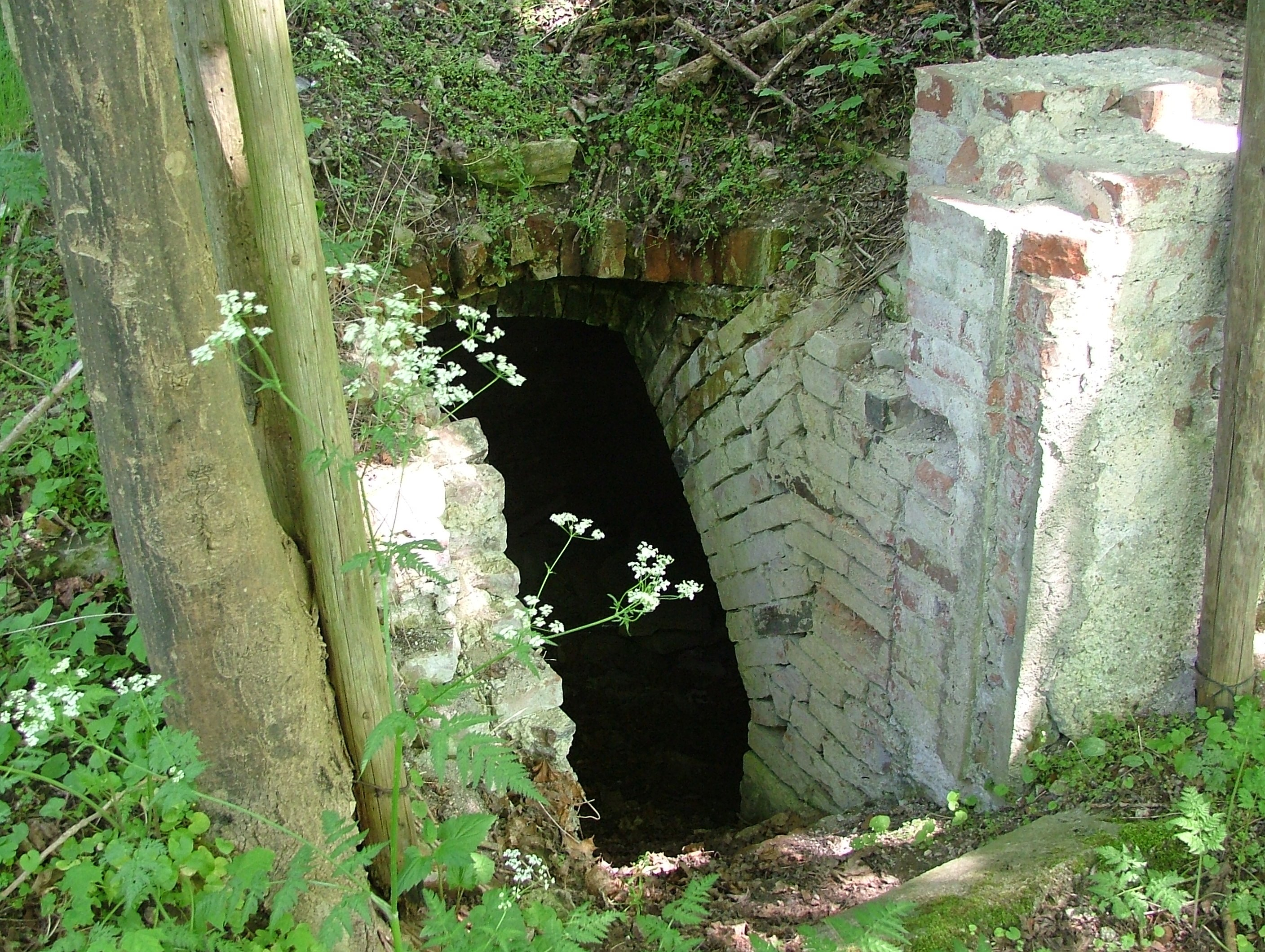
Kellergewölbe der Burgruine
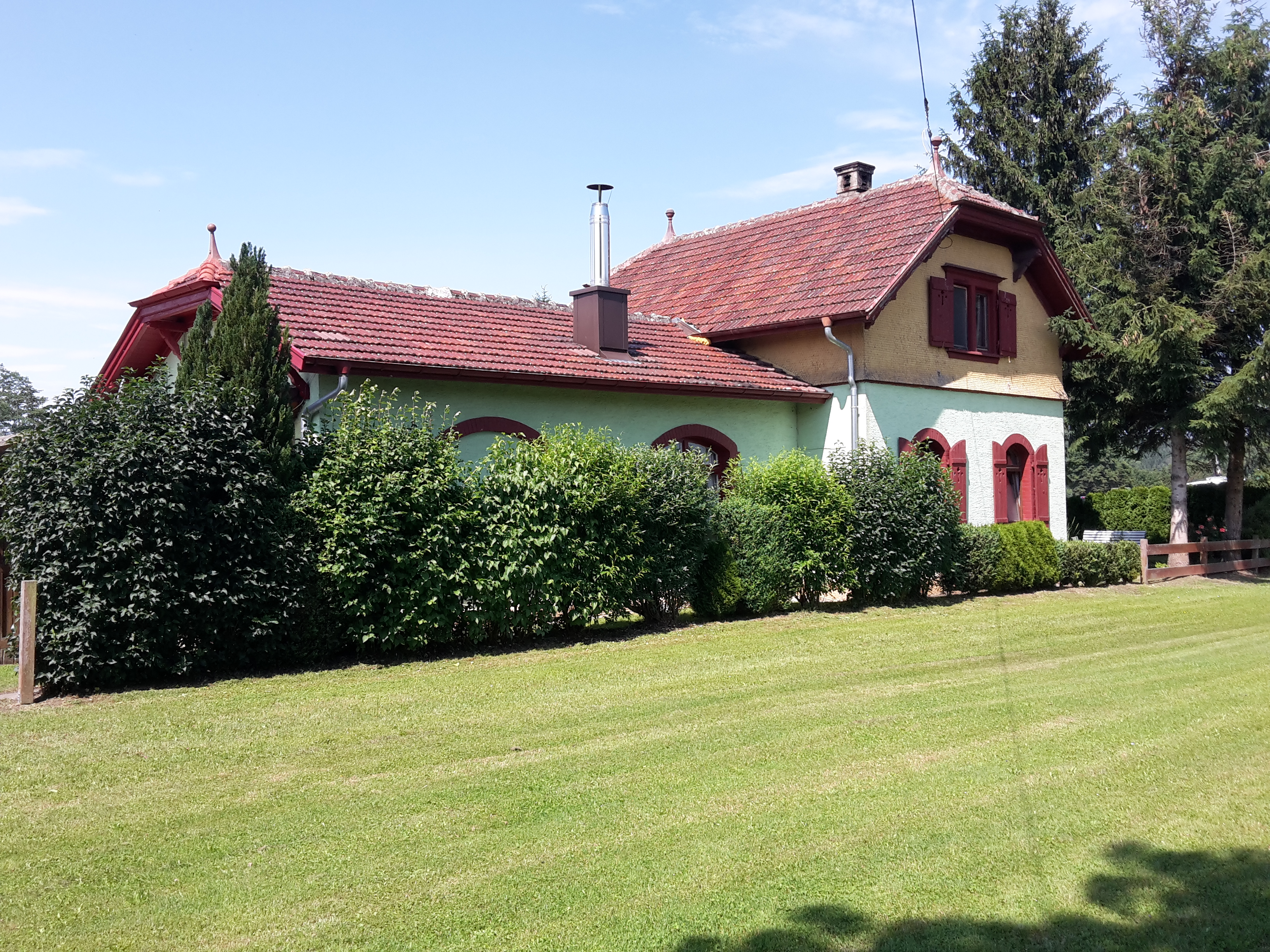
Ehemaliger Bahnhof
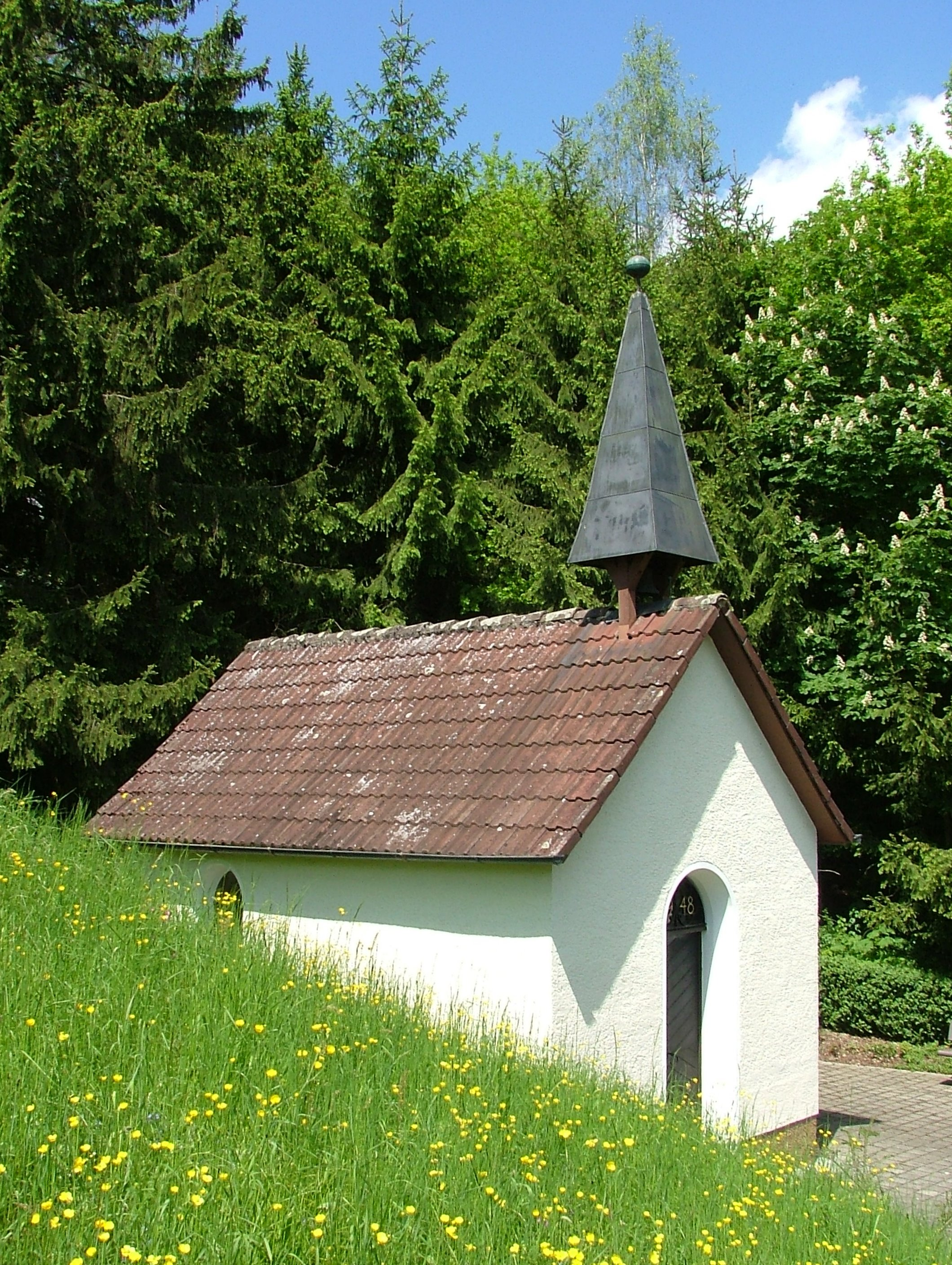
Kapelle

## Sport- und Kulturvereine
- Förderverein des Musikvereins Bußmannshausen e. V.
- Freiwillige Feuerwehr Bußmannshausen
- Gesangverein "Lyra" Bußmannshausen
- Jugendverein KLJB Bußmannshausen
- Musikverein Bußmannshausen
- Tennisclub Bußmannshausen
- Tischtennisclub Bußmannshausen

## Persönlichkeiten

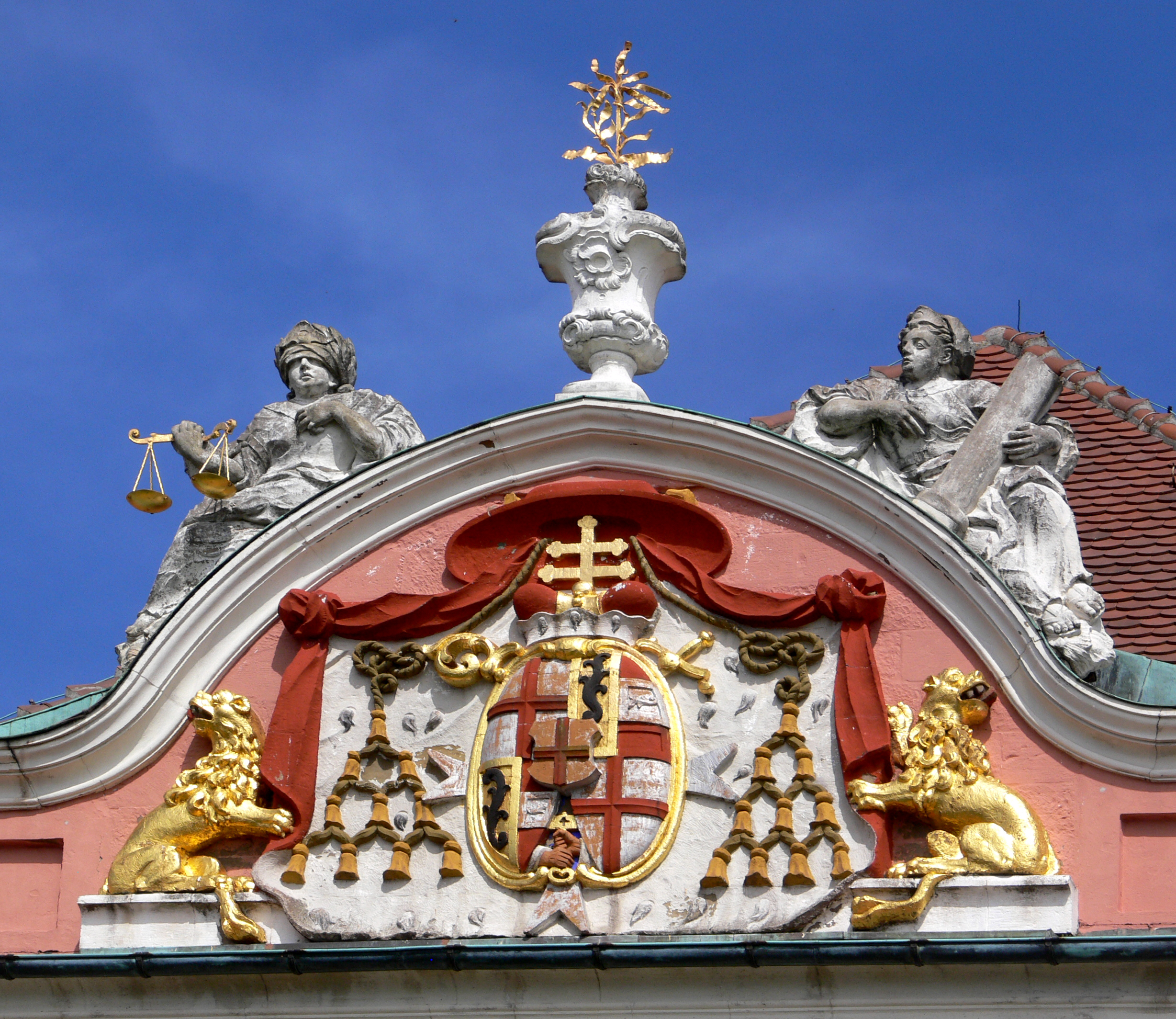
Wappen des Fürstbischofs Franz Konrad von Rodt am Neuen Schloss in Meersburg

- Marquard Rudolf von Rodt (1689–1704), Fürstbischof Bistum Konstanz
- Franz Konrad von Rodt (1750–1775), Fürstbischof Bistum Konstanz
- Maximilian Christoph von Rodt (1775–1799), Fürstbischof Bistum Konstanz
- Bernhard Maria von Hornstein (1741–1848), Reichsfreiherr
- Siegfried Rundel (1940–2009), Komponist